# Ska-P
Gli Ska-P (pronuncia: /esˈkape/) sono un gruppo musicale ska-punk spagnolo formatosi nel 1994 a Madrid; è una delle più conosciute ed importanti ska-band in Europa e nel mondo (soprattutto in America Latina).
Il nome del gruppo deriva dal loro genere musicale (ska e punk), ma anche da un gioco di parole: in spagnolo "Ska-P" è pronunciato come il vocabolo escape, che significa "fuga". La mascotte del gruppo è il gatto Lopez.

## Storia

### Inizi
Gli Ska-P si formarono a Vallecas, un quartiere operaio nella periferia di Madrid, caratterizzato da una lunga tradizione di lotta contro la dittatura franchista. Il gruppo era inizialmente composto da Roberto Gañan Ojea ("Pulpul") come prima voce e chitarra, Toni Escobar come chitarrista solista, Julio César Sánchez ("Julio") al basso, Francisco Javier Navío ("Pako") alla batteria e Alberto Javier Amado ("Kogote") alle tastiere. Il debutto avvenne in mancanza di fondi e di possibilità economiche, ma gli Ska-P, almeno inizialmente, non si cercarono una casa discografica: preferirono autoprodursi.
Gli Ska-P cominciarono ad esibirsi nei piccoli locali di Vallecas, ed una piccola etichetta indipendente (AZ-Records) li aiutò a diffondere il loro primo disco omonimo, uscito nel 1994. In una intervista, il chitarrista Joxemi, parla di questo primo lavoro come di un flop. La band continuò a far sentire la sua voce all'interno del quartiere accompagnando gruppi più noti e trasmettendo le loro canzoni attraverso la radio locale. Nel 1995 Toni abbandonò la band per impegni di lavoro e venne sostituito da José Miguel Redin ("Joxemi"), unico membro degli Ska-P non originario di Vallecas. Oltre a lui, entra nel gruppo Ricardo Degaldo de la Obra ("Pipi"), amico di Pulpul, che prese il ruolo di seconda voce e di showman del gruppo, avendo così un ruolo simile a quello di Danilo Fatur in uno dei gruppi punk italiani più conosciuti ed influenti d'Europa: i CCCP - Fedeli alla linea (all'epoca ormai già sciolti da parecchio tempo e tramutati in Consorzio Suonatori Indipendenti).

### Il successo internazionale
Il successo arrivò con il secondo album, El vals del obrero, uscito nel 1996 con l'etichetta RCA Records (di proprietà della Sony BMG), specialmente con i brani Cannabis e El vals del obrero, diventati dei classici della band. Gli Ska-P aumentarono inoltre la loro popolarità partecipando al Vallekas Rock Festival, e attraverso una tournée in Spagna e Francia.
Nel 1998 fu pubblicato invece l'album Eurosis, con il quale il gruppo continuò con tour in Spagna e Francia, toccando anche l'Italia (partecipando all'Arezzo Wave) e l'America Latina, esibendosi in Argentina e Messico. Il batterista Pako, che aveva abbandonato la band a metà tour, venne sostituito da Luis Miguel García ("LuisMi").
Con ormai un manager (Tony Lopez) ed una nota casa discografica, gli Ska-P raggiunsero definitivamente la fama internazionale grazie a tour in tutto il mondo e al loro quarto album Planeta Eskoria. Uscito il 15 maggio del 2000 contiene molte tra le loro canzoni oggi più apprezzate e famose. Il 27 aprile 2002, dopo un lungo tour mondiale in Europa e Sud America, fu la volta di ¡¡Que corra la voz!!, che ebbe un ottimo successo, riuscendo a riscuotere un buon consenso e a vendere un elevato numero di copie, soprattutto in Italia.
La carriera della band continuò con numerosi tour internazionali in Italia, Francia, Spagna, Paesi Bassi, Svizzera, Belgio, Austria, Germania, Russia, Messico, Ecuador, Venezuela, Argentina, Cile, Brasile e molte altre nazioni. Per questa ultima serie di concerti entrarono nel gruppo i due fiati Alberto Iriondo "Txikitín" (tromba) e Garikoitz Badiola "Gari" (trombone).

### Scioglimento
Nel 2003 uscì un CD live, Incontrolable, contenente 16 tracce audio più un DVD di 13 canzoni registrate in Italia, Francia e Svizzera. Due anni dopo gli Ska-P annunciarono la fine della loro produzione discografica: il loro scioglimento, o meglio "pausa a tempo indeterminato", fu però preceduto da un ultimo tour per l'Europa e il Sud America. Pipi iniziò a suonare nel gruppo spagnolo dei The Locos mentre Joxemi proseguì un progetto con la moglie nei No Relax, band ska-core italo-spagnola.
Le ragioni dello scioglimento non sono chiare: secondo alcune fonti i componenti della band spagnola avrebbero scelto insieme, tramite votazione, se fare o meno questa pausa e avrebbe prevalso il si per quattro voti contro due contrari; Pipi ha affermato che la decisione l'aveva presa Pulpul da solo e i restanti componenti del gruppo lo dovettero seguire perché non potevano continuare la carriera musicale senza di lui. Si pensa anche che lo scioglimento fu causato dai continui litigi tra Pulpul, Pipi e Joxemi.
Pulpul aveva dapprima parlato di una rimasterizzazione del primo disco con nuovi contenuti speciali, in probabile uscita nel 2007-2008, ma il progetto fu infine abbandonato.

### Reunion

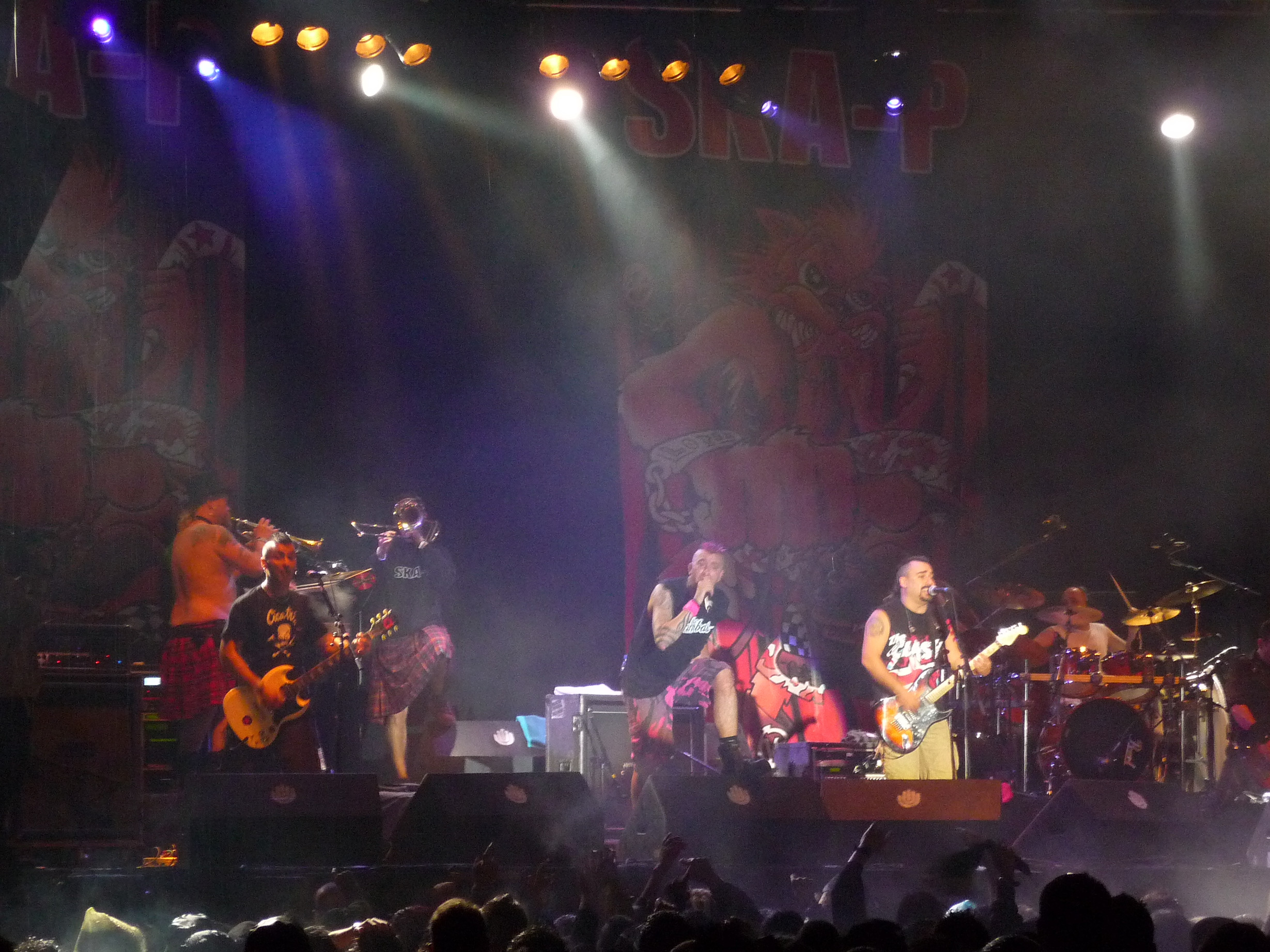
Ska-P all'Extremúsika 2009, Mérida, Spagna

Il 12 ottobre del 2007, due anni dopo l'ultimo concerto degli Ska-P in Argentina, Pulpul pubblicò un comunicato sul sito ufficiale del gruppo, dicendo che aveva preso contatti con tutti i suoi compagni, e annunciava che, a partire dal mese di gennaio 2008, avrebbero ricominciato le prime prove musicali. Il 24 aprile 2008, un altro comunicato firmato da Pulpul annunciava che le prove dei primi mesi dell'anno avevano avuto un esito positivo: il 7 ottobre 2008 uscì il loro settimo album Lágrimas y gozos. Il gruppo riunito è composto da tutti i suoi membri storici, compreso Pipi che, dopo essersi detto disinteressato al progetto per dedicarsi al suo attuale gruppo, The Locos, ha invece deciso di tornare nel gruppo.
Il gruppo è poi partito per un mini-tour in giro per l'Europa ed a Milano, dove il tutto esaurito fu annunciato mesi prima del concerto il 13 dicembre 2008, assieme alle più di 10.000 persone presenti, manifestarono il proprio disprezzo per il governo di centrodestra di Silvio Berlusconi. Il tutto esaurito fu registrato anche in molte altre città, quali Bruxelles, Madrid, Parigi, Zurigo, Amsterdam, Vienna, Monaco di Baviera.
Dal loro album Lagrimas y gozos è stato estratto il singolo Crimen sollicitationis, critica al clero e al Vaticano, accusato di avere intenzionalmente coperto i crimini di pedofilia commessi da alcuni preti. L'album arrivò alla sesta posizione nelle classifiche spagnole ed ebbe un buon successo anche in quelle francesi, italiane ed inglesi. Rolling Stone recensì l'album in modo estremamente positivo, mettendo in evidenza il coraggio del gruppo nell'aver fatto una canzone così aggressiva e critica. Altri temi criticati dalle canzoni dell'album sono l'inquinamento globale ed il governo statunitense. Il secondo singolo tratto dall'album è El libertador, anch'essa apprezzato dal Rolling Stone italiano in cui si può leggere "Ska-zzatissimi con il mondo ma dal cuore d'oro". Nel 2009-2010 continuano a fare tappe in giro per il mondo, dove registrano molte volte il tutto esaurito e dove li si vedranno ancora in Italia con le città Olbia, Milano e Rimini, ma soprattutto per la prima volta nella loro carriera eseguiranno un mini tour nei tanto odiati Stati Uniti (dove, come previsto dal gruppo stesso, il pubblico fu molto ridotto rispetto ai concerti europei e sudamericani) nelle città di New York e Los Angeles.

### 2013: esce l'album99%
Il 5 marzo 2013 è uscito un nuovo album, 99%, distribuito in Italia a partire dal 12 marzo. Questo contiene 15 tracce di cui due precedentemente pubblicate, Se acabó e Canto a la Rebelión. Il titolo dell'album, che riprende il famoso slogan del movimento "Occupy Wall Street", si riferisce, come definito da Pulpul in diversi video promozionali, al disequilibrio fra una ristretta minoranza che governa sulla maggior parte della popolazione. Le date del tour di concerti sono iniziate con il Portogallo, a Porto, il 2 marzo 2013 e si sono concluse il 25 ottobre 2013 a Oberhausen, Germania. Le date italiane sono state a Milano il 13 aprile, il 18 luglio 2013 a Roma, il 17 agosto 2013 Gallipoli e il 29 agosto 2013 alla XXII Festa di Radio Onda d'urto, a Brescia.

### 2014: nuova pausa a tempo indeterminato
Agli inizi del 2014 la band annuncia, assieme alle nuove date dei concerti del tour, che si ritirerà dalle scene per una pausa a tempo indeterminato. Questo periodo di inattività cade a 9 anni di distanza dal precedente "scioglimento"  del 2005. Sulla decisione ha influito la situazione di salute di Pulpul, colpito da acufene acuta. Nei prossimi anni Pipi si ritroverà a suonare con il suo secondo gruppo (The Locos) mentre Joxemi e Julio si uniranno alla band ska-core italo-spagnola dei No Relax.

### 2018: esceGame Over
Il periodo di pausa termina nel Settembre 2018, quando esce il singolo Jaque al Rey, parte di un nuovo disco intitolato Game Over.
Nello stesso periodo la band ricomincia a suonare dal vivo, con una serie di concerti in America latina ed in Europa.
Nel giugno 2021 Luismi lascia il gruppo per motivi di salute e viene sostituito da Iván Guevo, già attivo precedentemente durante le sessioni di Game Over.

### 2024: nuova e terza pausa a tempo indeterminato
Alla fine del 2022 la band annuncia, assieme alle nuove date dei concerti del tour, che si ritirerà dalle scene per una terza pausa a tempo indeterminato. Questo periodo di inattività cade a 18 anni di distanza dal primo "scioglimento" del 2005 e a 9 dall’ultimo “scioglimento” del 2014.

## Ideali e critiche
Gli Ska-P sono figli della classe operaia e da quest'ultima hanno ricevuto gli ideali che vengono sostenuti con forza nella maggior parte delle loro canzoni, nelle quali sono temi comuni i diritti umani, l'abolizione della pena di morte (Welcome to Hell), l'antifascismo (Paramilitar, A la mierda), la denuncia della corruzione della classe politica (España va bien), la legalizzazione della marijuana (Cannabis, Mis colegas), l'anticlericalismo (La mosca cojonera, Sexo y religiòn, Villancico, Crimen sollicitationis), l'abolizione della corrida (Vergüenza, Wild Spain), la critica alla vivisezione (Animales de laboratorio), all'imperialismo economico e militare degli Stati Uniti (Tío Sam, America latina libre!!, El imperio caerá), l'anarchismo, l'anticapitalismo, i movimenti sociali di sinistra e anti-globalizzazione (Seguimos en pie, Solamente por pensar), l'antisionismo e la causa del popolo palestinese (Intifada). Gli Ska-P si oppongono alla maggior parte delle visioni tradizionali e conformiste della loro società, e lo fanno tramite un attacco diretto al potere che passa per la graffiante ironia dei testi e la vivace musica ska.
D'altro canto, gli Ska-P sono stati accusati di ipocrisia poiché, nonostante si dichiarino vicini al movimento anti-globalizzazione, sono legati contrattualmente alla BMG, posseduta dalla discussa multinazionale Sony. Il gruppo è stato criticato anche da chi ritiene che i componenti non abbiano più tra loro un legame di amicizia ma solo commerciale, "tradendo" così gli ideali che li avevano resi celebri.

## Stile ed influenze
Influenzati molto dalla musica del gruppo inglese punk dei Clash, i componenti della band spagnola mescolano differenti stili proprio come faceva la band inglese. Tra la pratica del vivace ska e del punk, gli Ska-P sono considerati tra i maggiori esponenti, sulla scena internazionale, della musica ska-punk e third wave of ska. Oltre che dai Clash, gli Ska-P si dichiarano anche fan dei Ramones, gruppo newyorchese considerato uno dei padri fondatori della musica punk. Il chitarrista della band, Joxemi, molto influenzato da questo genere musicale, in molti concerti con gli Ska-P ha preso il ruolo anche di cantante, eseguendo cover dei Ramones e dei Sex Pistols, considerati i fondatori del movimento punk britannico.
Fra le band che più hanno influenzato le tematiche degli Ska-P si può citare il gruppo 
italiano Punkreas, per esempio nelle canzoni riguardanti l'abolizione della corrida, l'antisionismo, l'abuso di potere e l'antifascismo.
Tra i gruppi più influenzati dalla musica degli Ska-P se ne possono trovare moltissimi in Italia, tra cui Peter Punk, Porno Riviste e Punkreas.
Pulpul ha invece dichiarato di ammirare in modo particolare gruppi come Persiana Jones e Banda Bassotti, entrambi gruppi ska italiani, anche se è risaputo che durante l'adolescenza è stato influenzato da moltissimi gruppi punk spagnoli tra cui i Barricada e La Polla Records.

## Formazione

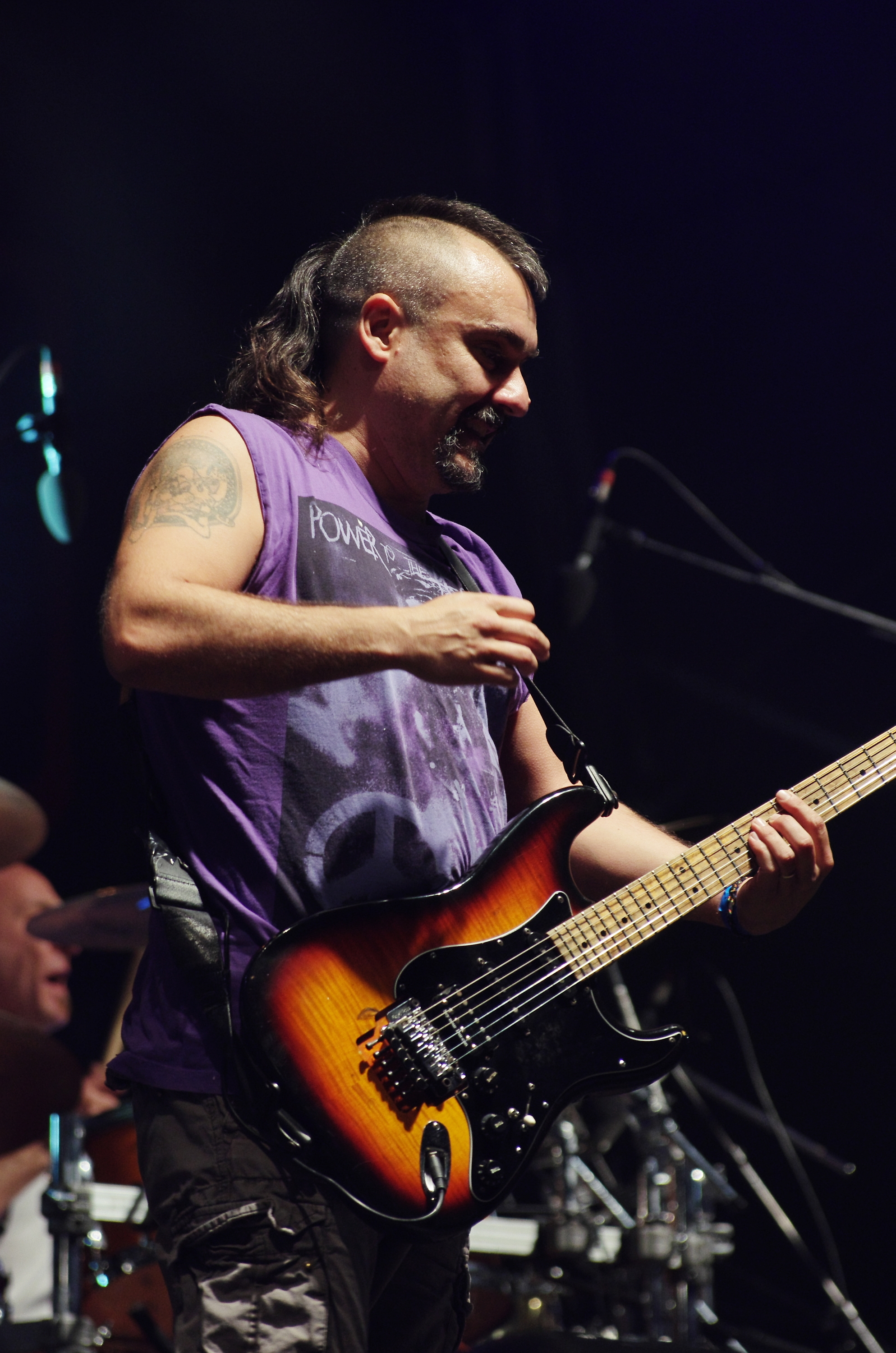
Pulpul durante un concerto.

- Pulpul (Roberto Gañan Ojea) - voce, chitarra (1994 - presente)
- Joxemi (José Miguel Redin) - chitarra solista, cori (1995 - presente)
- Julio (Julio César Sánchez) - basso, cori (1994 - presente)
- Kogote (Alberto Javier Amado) - tastiere, cori (1994 - presente)
- Iván Guevo - batteria, percussioni (2018 - presente)

### Accompagnatori
- Txikitin (Alberto Iriondo) - tromba (2000 - presente)
- Gari (Garikoitz Badiola) - trombone (2000 - presente)
- Juan Antonio Rivas (Juanan) - tromba, violino, cori (2018 - presente)

### Ex componenti
- Pako (Francisco Javier Navío) - batteria (1994 - 1999)
- Toni (Toni Escobar) - chitarra e cori (1994 - 1995)
- Pipi (Ricardo Degaldo de la Obra) - voce, showman (1995 - 2017)
- LuisMi (Luis Miguel García) - batteria, percussioni (1999 - 2021)
- Eloi Yebra (TCap) - voce, showman (2018 - 2021)

## Discografia
- 1994 - Ska-P
- 1996 - El vals del obrero
- 1998 - Eurosis
- 1998 - Ska-p en concierto
- 2000 - Planeta Eskoria
- 2002 - ¡¡Que corra la voz!!
- 2008 - Lágrimas y gozos
- 2013 - 99%
- 2018 - Game Over

## Videografia
- Ska-p en concierto (1998) (VHS)
- Seguimos en pie (1999) (VHS, DVD)
- Incontrolable (2003) (DVD con audio CD)